# Babs Gonzales
Babs Gonzales, geboren als Lee Brown (Newark (New Jersey), 27 oktober 1919 – aldaar, 23 januari 1980), was een Amerikaanse jazzzanger van de bop.

## Biografie
Gonzales leerde piano en drums spelen en begon in 1939 als begeleidingsmuzikant te werken in zanggroepen. Hij zong ook bij Benny Goodman en schreef ook arrangementen voor o.a. Lionel Hampton. Hij werd bekend als bopzanger in de vocalesestijl met zijn in 1946 met Tadd Dameron geformeerde zanggroep Babs Three Bips and a Bop, waarmee hij o.a. Ornithology van Charlie Parker, Weird Lullaby resp. Lullaby of the Doomed, Prelude to a Nightmare, Professor Bop en Oop-Pop-A-Da (een eigen compositie, ook opgenomen door Dizzy Gillespie) bij Blue Note Records (1946 tot 1949) opnam. Zijn groep bestond tot 1949. Rond 1950 nam hij ook op voor Capitol Records (Boptionary). Daarna was hij diskjockey en van 1950 tot 1953 zanger en roadmanager voor de saxofonist James Moody.
Soms werkte hij eind jaren 1940 ook in Hollywood, droeg een tulband en noemde zich Ram Singh of Ricardo Gonzales (om niet te worden gediscrimineerd als zwarte in hotels) en werkte hij als chauffeur voor Errol Flynn. Hij nam op met Art Pepper, Wynton Kelly, Jimmy Smith, Bennie Green (op Soul Stirrin, ook van Gonzales, Blue Note Records, 1958), Sonny Rollins (op diens eerste plaat in 1949), Johnny Griffin en trad ook zelf vaker op in Europa, o.a. als een van de eerste Amerikanen in 1962 bij Ronnie Scott's in Londen. Hij telde als originele en onvermoeibare promotor van de jazz. In 1960 verscheen bij het kleine label Jaro zijn album Tales of Manhattan.
Gonzales publiceerde drie autobiografieën (I paid my Dues- good times, No Bread 67, Movin on down the line 75) en probeerde het ook als beatdichter. Hij is een neef van de pianist Teddy Brannon.

## Overlijden
Babs Gonzales overleed in januari 1980 op 60-jarige leeftijd.